# Futbol'nyj Klub Volga Ul'janovsk
Il Futbol'nyj Klub Volga Ul'janovsk' (in russo Футбольный клуб Волга Ульяновск?) è una società di calcio con sede a Ul'janovsk, in Russia.

## Storia
La squadra fu fondata nel 1947 con il nome di Torpedo Ul'janovsk. In epoca sovietica giocò prevalentemente nella terza serie, la Vtoraja Liga. Dopo aver cambiato nome nel 1958, la società assunse l'attuale denominazione nel 1961. Nel 1986 prese il nome di Start e lo mantenne fino al 1992. Nel 1996 tornò all'attuale denominazione.
La squadra vinse il proprio gruppo di Pervenstvo Professional'noj Futbol'noj Ligi nel 2007, ottenendo così la prima storica promozione in Pervyj divizion, la seconda serie del campionato russo di calcio. Tuttavia nella Pervyj divizion 2008 il Volga giunse 17°, risultato che significò la retrocessione in Vtoroj divizion, campionato in cui la squadra milita tuttora. Nel dicembre 2008 la squadra siglò un accordo di collaborazione con il Floriana Football Club, la più titolata squadra del campionato maltese.

## Organico

### Rosa 2012-2013
| N. |                   | Ruolo | Calciatore             |
| -- | ----------------- | ----- | ---------------------- |
| 1  | Russia (bandiera) | P     | Renat Sokolov          |
| 2  | Russia (bandiera) | D     | Sergej Šumejko         |
| 3  | Russia (bandiera) | D     | Aleksej Cygancov       |
| 5  | Russia (bandiera) | D     | Il'dar Vagapov         |
| 6  | Russia (bandiera) | C     | Aleksandr Popov        |
| 7  | Russia (bandiera) | D     | Rustem Kanipov         |
| 8  | Russia (bandiera) | C     | Vladislav Oslonosvskij |
| 9  | Russia (bandiera) | C     | Anton Usov             |
| 10 | Russia (bandiera) | A     | Maksim Barsov          |
| 11 | Russia (bandiera) | A     | Stanislav Prokof'ev    |
| 15 | Russia (bandiera) | C     | Marat Safin            |
| 19 | Russia (bandiera) | C     | Sergej Lužkov          |

| N. |                   | Ruolo | Calciatore           |
| -- | ----------------- | ----- | -------------------- |
| 20 | Russia (bandiera) | D     | Valerij Vacharov     |
| 21 | Russia (bandiera) | C     | Dmitrij Rachmanov    |
| 24 | Russia (bandiera) | C     | Nikita Telenkov      |
| 33 | Russia (bandiera) | C     | Michail Kanaev       |
| 35 | Russia (bandiera) | P     | Dmitrij Krasil'nikov |
| 44 | Russia (bandiera) | P     | Pavel Nefëdov        |
| 63 | Russia (bandiera) | A     | Nikita Ždankin       |
| 71 | Russia (bandiera) | D     | Konstantin Nizovcev  |
| 88 | Russia (bandiera) | C     | Denis Rachmanov      |
| 89 | Russia (bandiera) | C     | Nail' Chabibullin    |
|    | Russia (bandiera) | C     | Andrej Sidjaev       |

## Palmarès

### Competizioni nazionali
- Vtoraja Liga: 1

1967 (Girone Russia 2)
- Vtoroj divizion: 1

2007 (Girone Urali-Volga)
- Vtoraja liga Rossii: 1

2021-2022